# 日本交易
日本交易株式会社（にほんこうえき）は、東京都新宿区にある商品先物取引業の会社である。

## 概要
1950年1月、「日本農林通商株式会社」として発足。その後、1974年11月に現社名に変更される。現在は新宿本店及び東北（盛岡）に事業所を置く。1950年の法人設立以来、顧客との共存共栄」「顧客第一主義」をモットーとし、無借金経営を維持しているとされる。

## 企業情報
- 商号：日本交易株式会社
- 設立：1950年1月
- 資本金：500,040,390円

## 会員団体
- 日本商品先物取引協会
- 日本商品先物振興協会
- 株式会社日本商品清算機構清算参加者
- 委託者保護会員制法人日本商品委託者保護基金

## 加入取引所
- 東京工業品取引所
- 東京穀物商品取引所

## 不祥事
2007年8月に栃木県宇都宮支店の営業課長の男(当時32歳)が顧客だった栃木県那須塩原市の女性(当時63歳)を殺害し、山林に遺棄した容疑で逮捕された。
女性は同年６月から行方不明になっており、県警捜査１課と那須塩原署は２５日、女性と取引があった先物取引会社「日本交易」（本社・東京)
　女性は退職金などを元手に２００６年１月から、容疑者を窓口に先物取引を始めた。複数の関係者によると、取引額は一時、最大で約７０００万円に上ったが、行方不明になる直前には約３２００万円まで減少していたという。
　男は女性から預かった資金を流用した疑い。